# دائرة صالح باي
دائرة صالح باي هي إحدى دوائر ولاية سطيف الجزائرية.